# Hyperplatys griseomaculata
Hyperplatys griseomaculata là một loài bọ cánh cứng trong họ Cerambycidae.